# Sandon Stolle
Sandon Frederick Stolle (Sydney, 13 de Julho de 1970) é um ex-tenista profissional australiano.

## Grand Slam finais (4)

### Duplas (1 título)
| Ano  | Campeonato | Parceiro  | Oponentes                  | Placar              |
| 1998 | U.S. Open  | Cyril Suk | Mark Knowles Daniel Nestor | 4–6, 7–6(10–8), 6–2 |

### Duplas (3 vices)
| Ano  | Campeonato    | Parceiro      | Oponentes                      | Placar        |
| 1995 | U.S. Open     | Alex O'Brien  | Todd Woodbridge Mark Woodforde | 3–6, 3–6      |
| 2000 | Roland Garros | Paul Haarhuis | Todd Woodbridge Mark Woodforde | 6–7(7–9), 4–6 |
| 2000 | Wimbledon     | Paul Haarhuis | Todd Woodbridge Mark Woodforde | 3–6, 4–6, 1–6 |